# باتريشيا أسيفيدو
باتريشيا أسيفيدو (بالإسبانية: Patricia Acevedo)‏ هي ممثلة مكسيكية، ولدت في 29 أبريل 1959.